# Дон (Север)
Дон (фр. Don) је насељено место у Француској у региону Север-Па д Кале, у департману Север.
По подацима из 2011. године у општини је живело 1359 становника, а густина насељености је износила 585,78 становника/km².

## Демографија
| 1962. | 1968. | 1975. | 1982. | 1990. | 2011. |
| ----- | ----- | ----- | ----- | ----- | ----- |
| 977   | 1.007 | 1.072 | 1.182 | 1.201 | 1.359 |